# 1951-es Formula–1 német nagydíj
A német nagydíj volt az 1951-es Formula–1 világbajnokság hatodik futama, amelyet 1951. július 29-én rendeztek meg a német Nürburgring Nordschleifén.

## Időmérő
| Helyezés | Versenyző                       | Idő       | Különbség |
| -------- | ------------------------------- | --------- | --------- |
| 1        | Alberto Ascari (Ferrari)        | 9:55,800  |           |
| 2        | José Froilán González (Ferrari) | 9:57,500  | 0:01,700  |
| 3        | Juan Manuel Fangio (Alfa Romeo) | 9:59,000  | 0:03,200  |
| 4        | Giuseppe Farina (Alfa Romeo)    | 10:01,000 | 0:05,200  |
| 5        | Luigi Villoresi (Ferrari)       | 10:06,600 | 0:10,800  |
| 6        | Piero Taruffi (Ferrari)         | 10:12,900 | 0:17,100  |
| 7        | Paul Pietsch (Alfa Romeo)       | 10:15,700 | 0:19,900  |
| 8        | Rudi Fischer (Ferrari)          | 10:23,800 | 0:28,000  |
| 9        | Robert Manzon (Gordini)         | 10:28,900 | 0:33,100  |
| 10       | Felice Bonetto (Alfa Romeo)     | 10:46,100 | 0:50,300  |
| 11       | Yves Giraud-Cabantous (Talbot)  | 10:52,800 | 0:57,000  |
| 12       | André Simon (Gordini)           | 10:57,500 | 1:01,700  |
| 13       | Louis Chiron (Talbot)           | 11:00,200 | 1:04,400  |
| 14       | Maurice Trintignant (Gordini)   | 11:07,500 | 1:11,700  |
| 15       | Louis Rosier (Talbot)           | 11:08,200 | 1:12,400  |
| 16       | Toulo de Graffenried (Maserati) | 11:25,600 | 1:29,800  |
| 17       | Toni Branca (Maserati)          | 11:26,700 | 1:30,900  |
| 18       | Johnny Claes (Talbot)           | 11:33,600 | 1:37,800  |
| 19       | Pierre Levegh (Talbot)          | 11:41,900 | 1:46,100  |
| 20       | Duncan Hamilton (Talbot)        | 11:49,300 | 1:53,500  |
| 21       | Philippe Etancelin (Talbot)     | 11:52,900 | 1:57,100  |
| 22       | Jacques Swaters (Talbot)        | 12:09,100 | 2:13,300  |
| 23       | David Murray (Maserati)         | 0,000     |           |

## Futam
A hatodik futamnak egy az előző szezonhoz képest új pálya adott otthont. A német nagydíj helyszíne a majdnem 23 km hosszú Nürburgringi pálya. Az időmérőt ezúttal a Ferrarik uralták. A négy Ferrari szerzett meg az első hat rajtkockából négyet. A pole pozíciót megszerző Ascari mögött csapattársa González, mögöttük két Alfa Romeo Fangio és Farina, majd újra két Ferrari, Luigi Villoresi és Piero Taruffi. Minthogy Farina a 20 körös verseny 8. körében kiesett, a pontszerző helyeken erős Ferrari dominancia alakult ki. Az öt pontszerző Ascari, Fangio, González, Villoresi és Taruffi mögött már mindenki körhátrányban volt. Egy olyan pályán, ahol egy kör megtétele 10 percbe került! A leggyorsabb kör egyébként ezúttal is Fangio nevéhez fűződik.
| Helyezés | Rajtszám | Versenyző             | Csapat/Motor       | Futott körök | Idő/kiesés oka           | Rajthely | Pont |
| -------- | -------- | --------------------- | ------------------ | ------------ | ------------------------ | -------- | ---- |
| 1        | 71       | Alberto Ascari        | Ferrari            | 20           | 3:23'03,3 (134,801 km/h) | 1        | 8    |
| 2        | 75       | Juan Manuel Fangio    | Alfa Romeo         | 20           | + 30,5                   | 3        | 7    |
| 3        | 74       | José Froilán González | Ferrari            | 20           | + 4'39,0                 | 2        | 4    |
| 4        | 72       | Luigi Villoresi       | Ferrari            | 20           | + 5'50,2                 | 5        | 3    |
| 5        | 73       | Piero Taruffi         | Ferrari            | 20           | + 7'49,1                 | 6        | 2    |
| 6        | 91       | Rudi Fischer          | Ferrari            | 19           | + 1 kör                  | 8        |      |
| 7        | 82       | Robert Manzon         | Simca-Gordini      | 19           | + 1 kör                  | 9        |      |
| 8        | 84       | Louis Rosier          | Talbot-Lago-Talbot | 19           | + 1 kör                  | 15       |      |
| 9        | 90       | Pierre Levegh         | Talbot-Lago-Talbot | 18           | + 2 kör                  | 19       |      |
| 10       | 93       | Jacques Swaters       | Talbot-Lago-Talbot | 18           | + 2 kör                  | 22       |      |
| 11       | 94       | Johnny Claes          | Talbot-Lago-Talbot | 17           | + 3 kör                  | 18       |      |
| Ki       | 87       | Yves Giraud-Cabantous | Talbot-Lago-Talbot | 17           | Baleset                  | 11       |      |
| Ki       | 81       | Maurice Trintignant   | Simca-Gordini      | 13           | Motorhiba                | 14       |      |
| Ki       | 77       | Felice Bonetto        | Alfa Romeo         | 12           | Elektromágnes            | 10       |      |
| Ki       | 88       | Duncan Hamilton       | Talbot-Lago-Talbot | 12           | Olajnyomás               | 20       |      |
| Ki       | 78       | Paul Pietsch          | Alfa Romeo         | 11           | Baleset                  | 7        |      |
| Ki       | 83       | André Simon           | Simca-Gordini      | 11           | Motor                    | 12       |      |
| Ki       | 76       | Nino Farina           | Alfa Romeo         | 8            | Túlmelegedés             | 4        |      |
| Ki       | 86       | Philippe Étancelin    | Talbot-Lago-Talbot | 4            | Sebességváltó            | 21       |      |
| Ki       | 85       | Louis Chiron          | Talbot-Lago-Talbot | 3            | Gyújtás                  | 13       |      |
| Ki       | 92       | Toni Branca           | Maserati           | 3            | Motorhiba                | 17       |      |
| Ki       | 79       | Toulo de Graffenried  | Maserati           | 2            | Motorhiba                | 16       |      |